# Huragan Morąg
Huragan Morąg – wielosekcyjny klub sportowy założony 13 lipca 1945 w Morągu.

## Historia
Klub założony został jako Kolejowy Klub Sportowy, a pierwszym prezesem mianowano Józefa Skuckiego. W sierpniu 1945 roku Huragan rozegrał swój pierwszy mecz. Przeciwnikiem była Warmia Olsztyn. Piłkarze z Olsztyna przyjechali wozem konnym, sędziował Tytus Gielig. Przez wiele lat Huragan był kolejno klubem kolejowym, spółdzielczym, wojskowym i miejskim. Sekcje, które funkcjonowały w klubie: piłka koszykowa, piłka ręczna, piłka siatkowa kobiet, piłka siatkowa mężczyzn, szachy, tenis stołowy, tenis ziemny, lekkoatletyka, brydż sportowy, taekwondo.

### Historyczne nazwy klubu
- 1945 – KKS (Kolejowy Klub Sportowy) Huragan Morąg
- 2003 – KS (Klub Sportowy) Huragan Morąg
- 2003/2004 – 2005/2006 – KS Paged Huragan Morąg (nazwa sponsora)
- 2006 – lipiec 2009 – KS Huragan Morąg
- 1 sierpnia 2009 – KS Kaczkan Huragan Morąg

## Sukcesy
- 1961 – mistrzostwo województwa w piłce nożnej.
- lata 60. – w lidze międzywojewódzkiej grały siatkarki Huraganu.
- 1962 – zdobycie Wojewódzkiego Pucharu Polski w piłce nożnej.
- lata 80. – występy piłkarzy ręcznych i brydżystów na szczeblu makroregionalnym.
- 1983 – mistrzostwo województwa w piłce nożnej. Awans do III ligi.
- 1986, 1988, 1989 – wicemistrzostwo województwa w piłce nożnej.
- 1990 – juniorzy młodsi zdobywają mistrzostwo województwa w piłce nożnej.
- 1997 – złoty medal Agnieszki Meller w taekwondo na Ogólnopolskiej Olimpiadzie Młodzieży.
- 2008 – 2. miejsce w Wojewódzkim Pucharze Polski, ponowny awans do III ligi.
- 2008 – udział w I rundzie Pucharu Polski
- 2018 – udział w 1/16 Pucharu Polski

## Występy ligowe
| Sezon     | Liga                                         | Pozycja | Punkty | Bramki | Uwagi                     |
| --------- | -------------------------------------------- | ------- | ------ | ------ | ------------------------- |
| 1999/2000 | Liga okręgowa (grupa Olsztyn)                | 13      | 28     | 44:75  |                           |
| 2000/2001 | Liga okręgowa (grupa warmińsko-mazurska I)   | 8       | 28     | 34:48  |                           |
| 2001/2002 | Liga okręgowa                                | ?       | ?      | ?:?    |                           |
| 2002/2003 | Liga okręgowa (grupa warmińsko-mazurska II)  | 1       | 74     | 74:29  | awans                     |
| 2003/2004 | IV liga (grupa warmińsko-mazurska)           | 5       | 59     | 65:38  |                           |
| 2004/2005 | IV liga (grupa warmińsko-mazurska)           | 4       | 58     | 57:39  |                           |
| 2005/2006 | IV liga (grupa warmińsko-mazurska)           | 7       | 51     | 42:33  |                           |
| 2006/2007 | IV liga (grupa warmińsko-mazurska)           | 3       | 64     | 48:22  |                           |
| 2007/2008 | IV liga (grupa warmińsko-mazurska)           | 2       | 71     | 86:23  |                           |
| 2008/2009 | III liga (grupa podlasko-warmińsko-mazurska) | 2       | 65     | 71:27  | baraże o awans do II ligi |
| 2009/2010 | III liga (podlasko-warmińsko-mazurska)       | 2       | 53     | 54:28  |                           |
| 2010/2011 | III liga (podlasko-warmińsko-mazurska)       | 2       | 52     | 38:32  |                           |
| 2011/2012 | III liga (podlasko-warmińsko-mazurska)       | 7       | 49     | 52:40  |                           |
| 2012/2013 | III liga (podlasko-warmińsko-mazurska)       | 11      | 42     | 40:32  |                           |
| 2013/2014 | III liga (podlasko-warmińsko-mazurska)       | 6       | 54     | 66:48  |                           |
| 2014/2015 | III liga (podlasko-warmińsko-mazurska)       | 12      | 39     | 44:48  |                           |
| 2015/2016 | III liga (podlasko-warmińsko-mazurska)       | 2       | 79     | 79:22  |                           |
| 2016/2017 | III liga (grupa: I)                          | 12      | 43     | 43:39  |                           |
| 2017/2018 | III liga (grupa: I)                          | 6       | 54     | 50:38  |                           |
| 2018/2019 | III liga (grupa: I)                          | 14      | 36     | 53:68  |                           |
| 2019/2020 | III liga (grupa: I)                          | 7       | 30     | 26:21  |                           |
| 2020/2021 | III liga (grupa: I)                          | 21      | 22     | 39:76  | spadek                    |
| 2021/2022 | IV liga (grupa warmińsko-mazurska)           | 2       | 61     | 74:30  |                           |
| 2022/2023 | IV liga (grupa warmińsko-mazurska)           | 16      | 20     | 39:81  | spadek                    |
| 2023/2024 | Klasa okręgowa (grupa warmińsko-mazurska II) | 6       | 51     | 80:67  |                           |

| Oznaczenie kolorami |
| ------------------- |
| IV poziom ligowy    |
| V poziom ligowy     |
| VI poziom ligowy    |

## Stadion

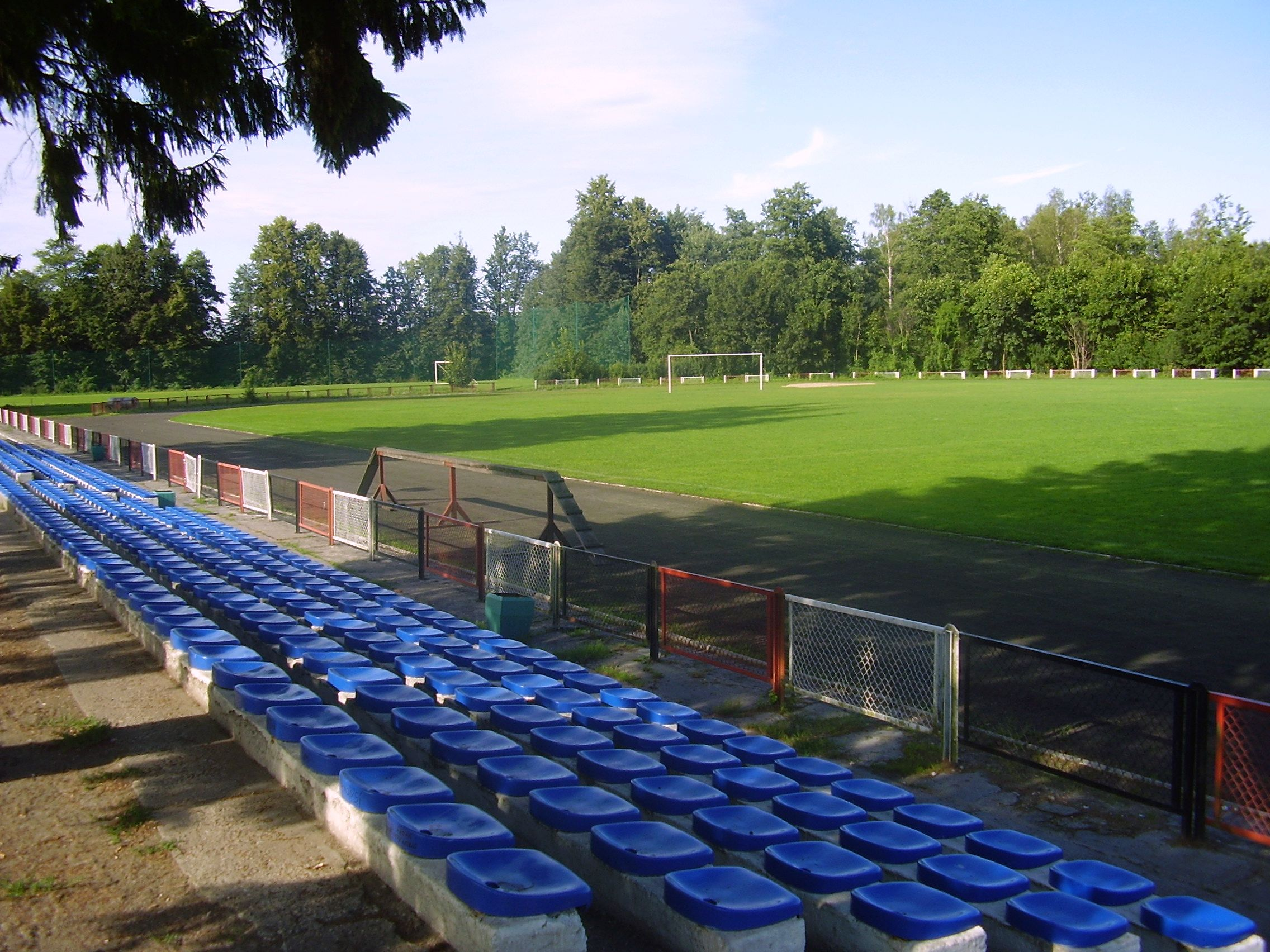
Płyta główna

| Dane techniczne    | Dane techniczne |
| ------------------ | --------------- |
| Wymiary boiska     | 101 x 71 m      |
| Pojemność stadionu | 2000 miejsc     |
| Miejsc siedzących  | 2000            |
| Oświetlenie        |                 |
| Zadaszenie         |                 |
| Podgrzewana murawa |                 |

## Galeria

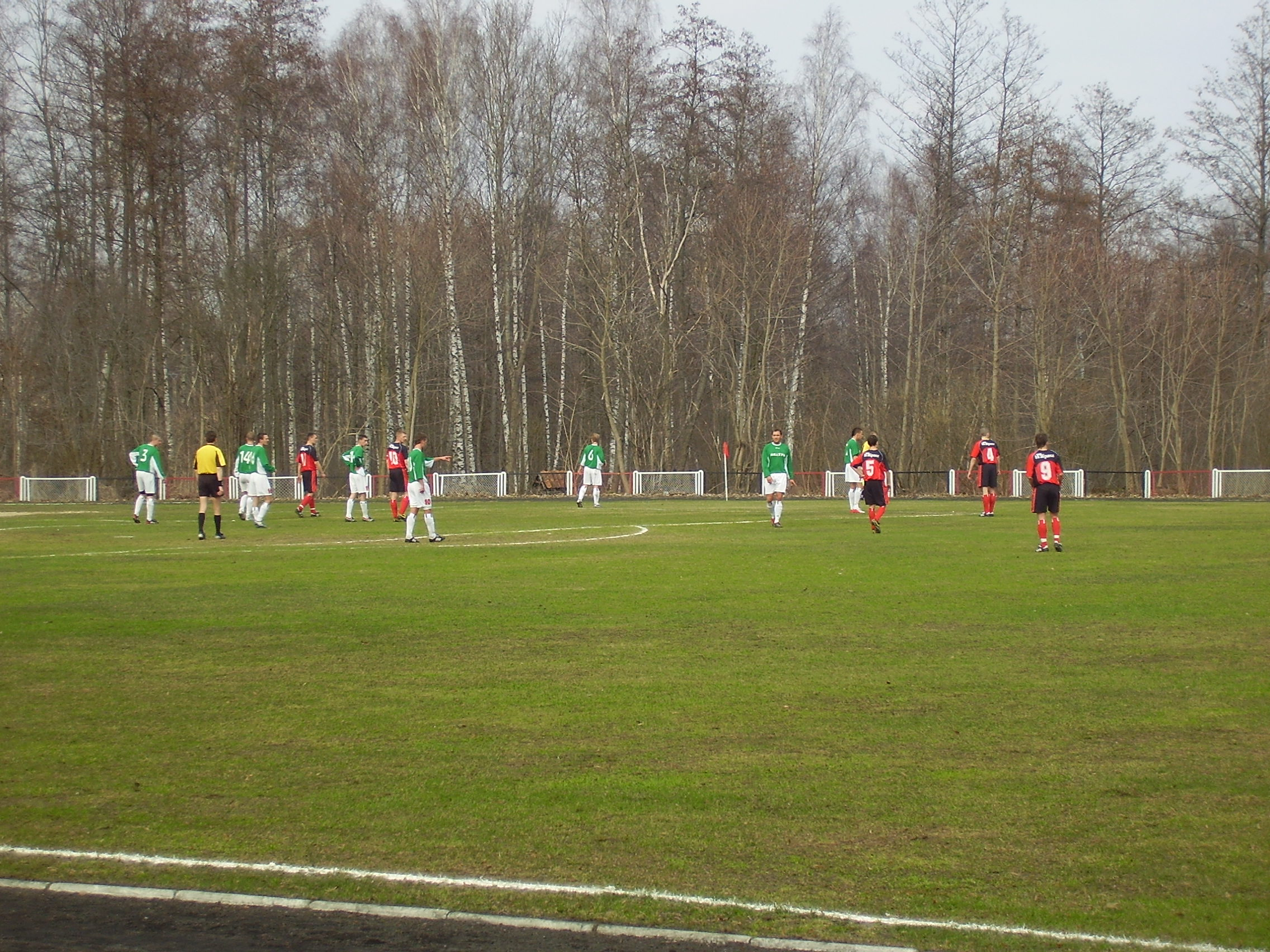
Huragan Morąg
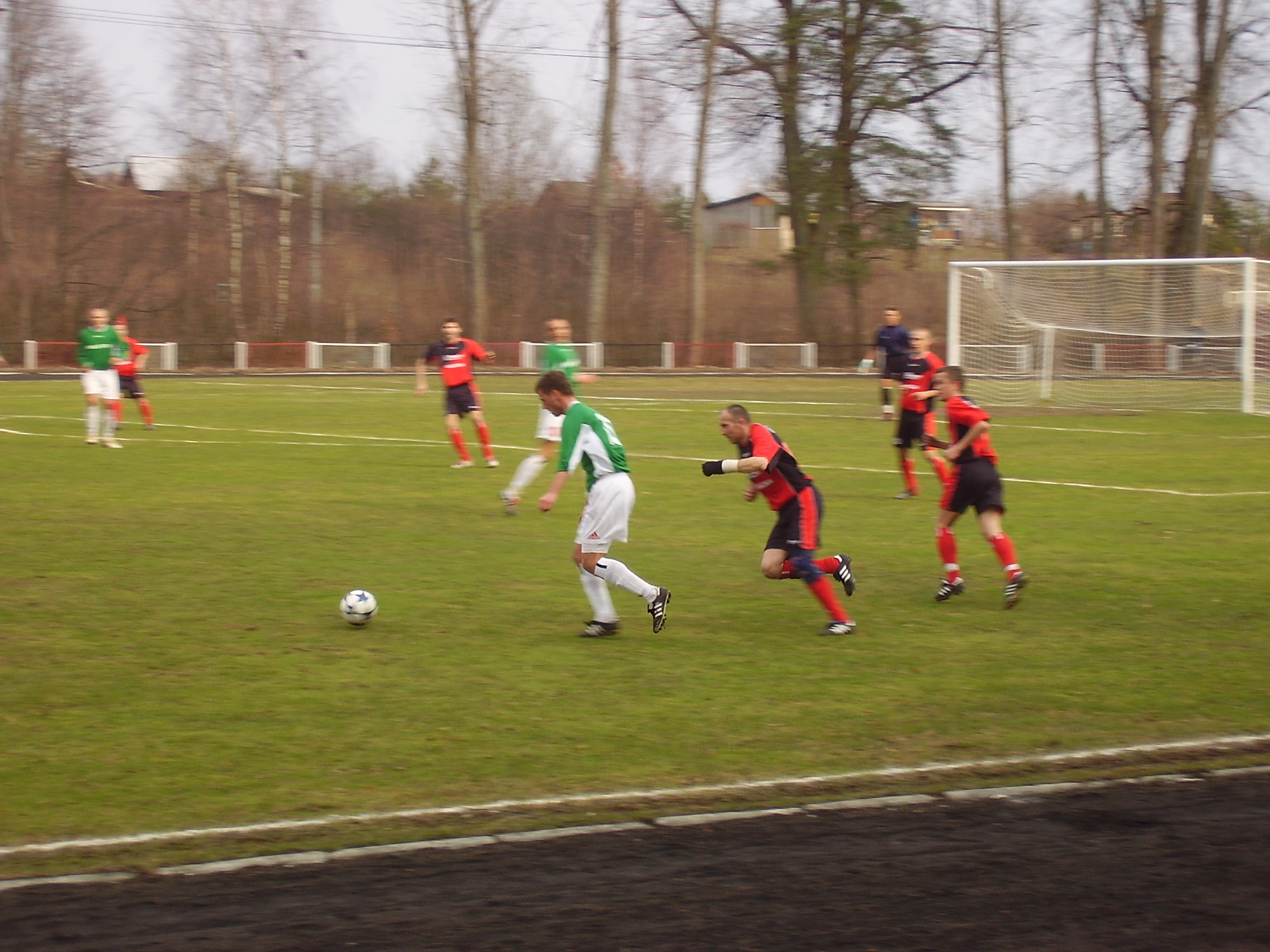
Huragan Morąg
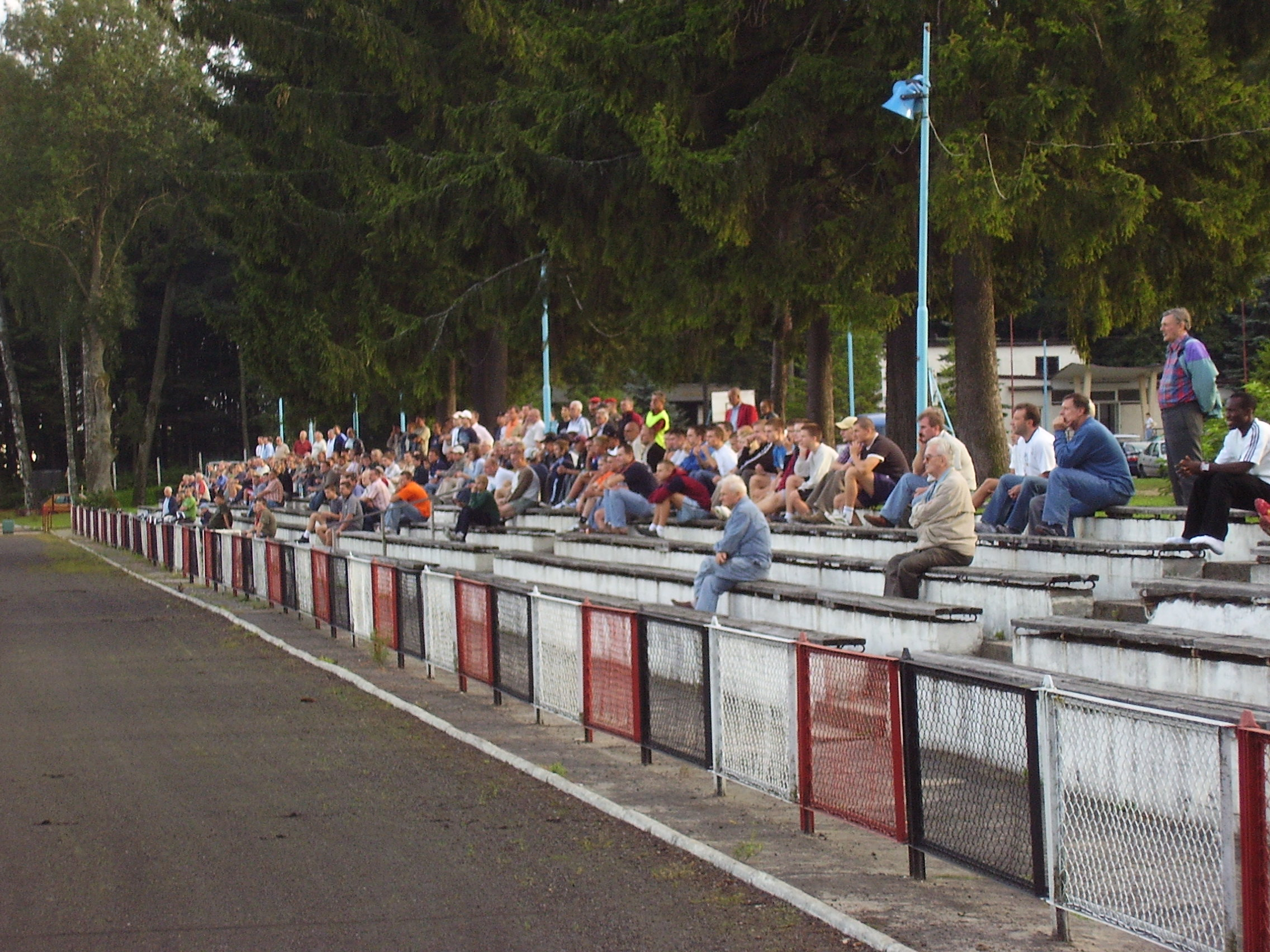
trybuna główna
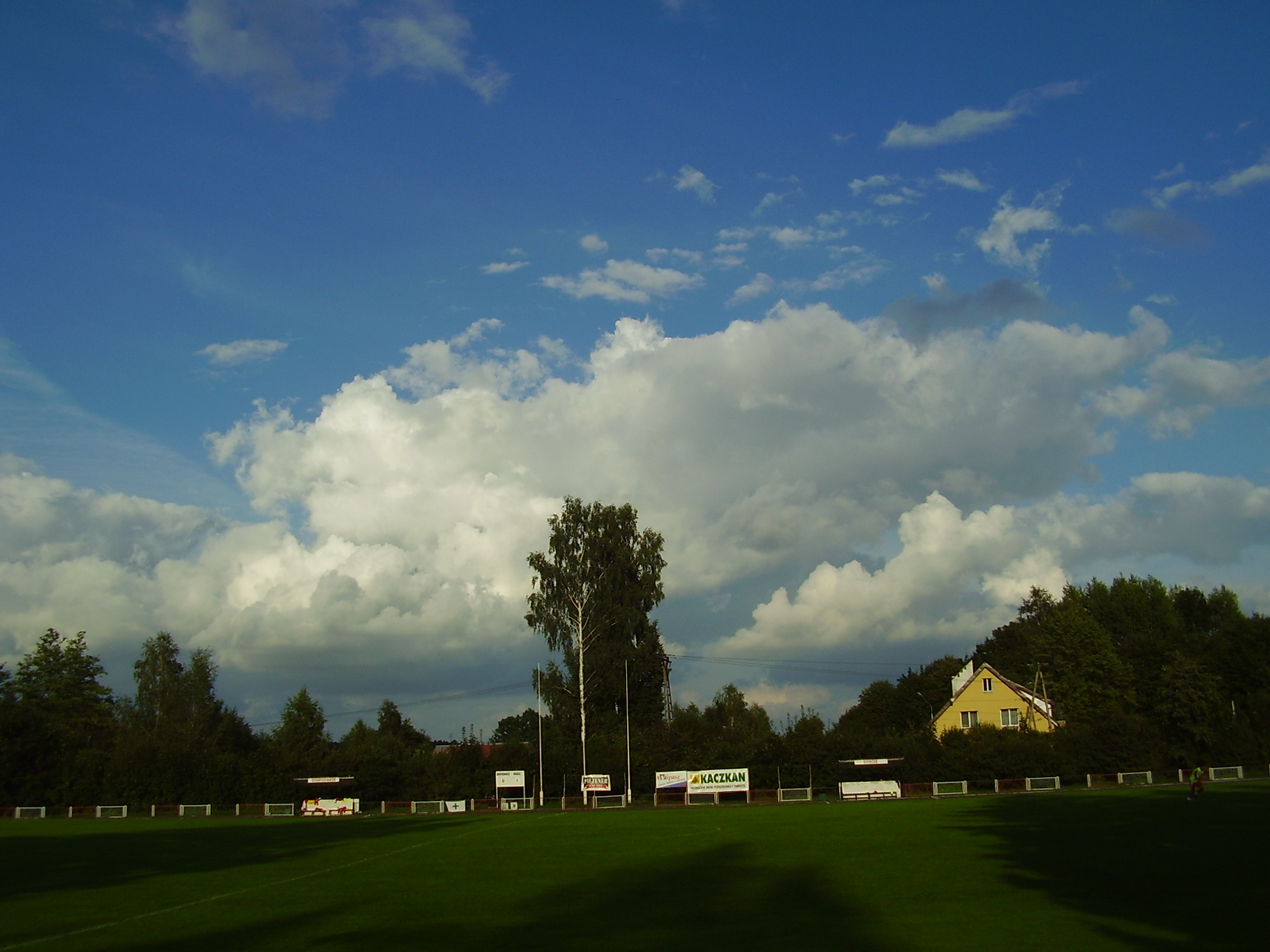
Płyta główna